# مرسيدس لورا أغيار
مرسيدس لورا أغيار هي كاتِبة ومُدرسة دومينيكانية، ولدت في 16 فبراير 1872 في سانتو دومينغو في جمهورية الدومينيكان، وتوفي بنفس المكان في 1958.